# Yuannan, Jiangxi
Yuannan är en sockenhuvudort i Kina. Den ligger i provinsen Jiangxi, i den sydöstra delen av landet, omkring 210 kilometer sydväst om provinshuvudstaden Nanchang. Antalet invånare är 13 851. Befolkningen består av 6 649 kvinnor och 7 202 män. Barn under 15 år utgör 22,0 %, vuxna 15-64 år 68 %, och äldre över 65 år 8,0 %.
Runt Yuannan är det tätbefolkat, med 286 invånare per kvadratkilometer. Närmaste större samhälle är Pingxiang, 18,5 km väster om Yuannan. Trakten runt Yuannan består till största delen av jordbruksmark.
Genomsnittlig årsnederbörd är 2 270 millimeter. Den regnigaste månaden är maj, med i genomsnitt 375 mm nederbörd, och den torraste är oktober, med 33 mm nederbörd.